# لبنان في الألعاب الأولمبية الصيفية 2000
شاركت لبنان في دورة الألعاب الأولمبية الصيفية لعام 2000، والتي أقيمت في مدينة سيدني في أستراليا خلال الفترة من 15 سبتمبر (آيلول) 2000، وحتى 1 أكتوبر (تشرين الأول) 2000 بمُشاركة 10647 رياضي من 199 دولة بينهم 6579 لاعب في منافسات الرجال و4068 لاعبة في منافسات السيدات، وتنافسوا في 28 رياضة خلال 300 منافسة. كانت هذه هي المُشاركة الرابعة عشرة للبنان في بطولة الألعاب الأولمبية الصيفية منذ إنشائها، ولم تتمكّن لبنان خلال منافسات هذه النُسخة من البطولة من حصد أيّة ميداليات.

## الميداليات
لم يتمكّن لاعبو لبنان من حصد أية ميداليات خلال منافسات بطولة دورة الألعاب الأولمبية الصيفية في عام 2000.

## اللاعبون المُشاركون
شاركت لبنان في منافسات هذه النُسخة من بطولة دورة الألعاب الأولمبية الصيفية عام 2000 بخمسة لاعبين، بينهم ثلاثة في منافسات الرجال واثنتين في منافسات السيدات في رياضات ألعاب القوى ورفع أثقال والسباحة. وتوضح الجداول التالية عدد وأسماء اللاعبين المُشاركين من لبنان في كل رياضة في هذه النُسخة من البطولة:
| الرياضة     | الرجال | السيدات | المجموع |
| ----------- | ------ | ------- | ------- |
| ألعاب القوى | 1      | 1       | 2       |
| رفع أثقال   | 1      | 0       | 1       |
| السباحة     | 1      | 1       | 2       |
| المجموع     | 3      | 2       | 5       |

أسماء اللاعبين المُشاركين:
| اسم اللاعب المُشارك | اللعبة      |
| ------------------ | ----------- |
| جان كلود رباط      | ألعاب القوى |
| لينا بيجاني        | ألعاب القوى |
| خضر عليوان         | رفع أثقال   |
| راجي إده           | السباحة     |
| رولا الحارس        | السباحة     |

## النتائج

### منافسات ألعاب القوى

#### منافسات الرجال
| اسم اللاعب    | المنافسات | الأدوار المؤهلة | الأدوار المؤهلة | الدور النهائي | الدور النهائي |
| اسم اللاعب    | المنافسات | مسافة           | المركز          | المسافة       | المركز        |
| ------------- | --------- | --------------- | --------------- | ------------- | ------------- |
| جان كلود رباط | وثب عالي  | 2.15            | 33              | لم يتأهل      | لم يتأهل      |

#### منافسات السيدات
| اسم اللاعبة | المنافسات | الدور الأول | الدور الأول | الدور ربع النهاي | الدور ربع النهاي | الدور نصف النهائي | الدور نصف النهائي | الدور النهائي | الدور النهائي |
| اسم اللاعبة | المنافسات | النتيجة     | المرتبة     | النتيجة          | المرتبة          | النتيجة           | المرتبة           | النتيجة       | المرتبة       |
| ----------- | --------- | ----------- | ----------- | ---------------- | ---------------- | ----------------- | ----------------- | ------------- | ------------- |
| لينا بيجاني | 100 متر   | 12.98       | 7           | لم تتأهل         | لم تتأهل         | لم تتأهل          | لم تتأهل          | لم تتأهل      | لم تتأهل      |

### رفع الأثقال

#### منافسات الرجال
| اسم اللاعب | المنافسات   | الخطف | الخطف | الخطف | النتر | النتر | النتر | المجموع | المرتبة |
| اسم اللاعب | المنافسات   | الخطف | الخطف | الخطف | 1     | 2     | 3     | المجموع | المرتبة |
| ---------- | ----------- | ----- | ----- | ----- | ----- | ----- | ----- | ------- | ------- |
| خضر عليوان | 85 كيلوغرام | 130.0 | 135.0 | 135.0 | 150.0 | 160.0 | 165.0 | 290.0   | 19      |

### السباحة

#### منافسات الرجال
| اسم اللاعب | المنافسات         | الدور الأول | الدور الأول | الدور نصف النهائي | الدور نصف النهائي | الدور النهائي | الدور النهائي |
| اسم اللاعب | المنافسات         | الوقت       | المرتبة     | الوقت             | المرتبة           | الوقت         | المرتبة       |
| ---------- | ----------------- | ----------- | ----------- | ----------------- | ----------------- | ------------- | ------------- |
| راجي إده   | 100 متر سباحة حرة | 59.26       | 68          | لم يتأهل          | لم يتأهل          | لم يتأهل      | لم يتأهل      |

#### منافسات السيدات
| اسم اللاعبة | المنافسات         | الدور الأول | الدور الأول | الدور نصف النهائي | الدور نصف النهائي | الدور النهائي | الدور النهائي |
| اسم اللاعبة | المنافسات         | الوقت       | المرتبة     | الوقت             | المرتبة           | الوقت         | المرتبة       |
| ----------- | ----------------- | ----------- | ----------- | ----------------- | ----------------- | ------------- | ------------- |
| رولا الحارس | 100 متر سباحة حرة | 01:03.26    | 48          | لم تتأهل          | لم تتأهل          | لم تتأهل      | لم تتأهل      |